# Ethel Kennedy

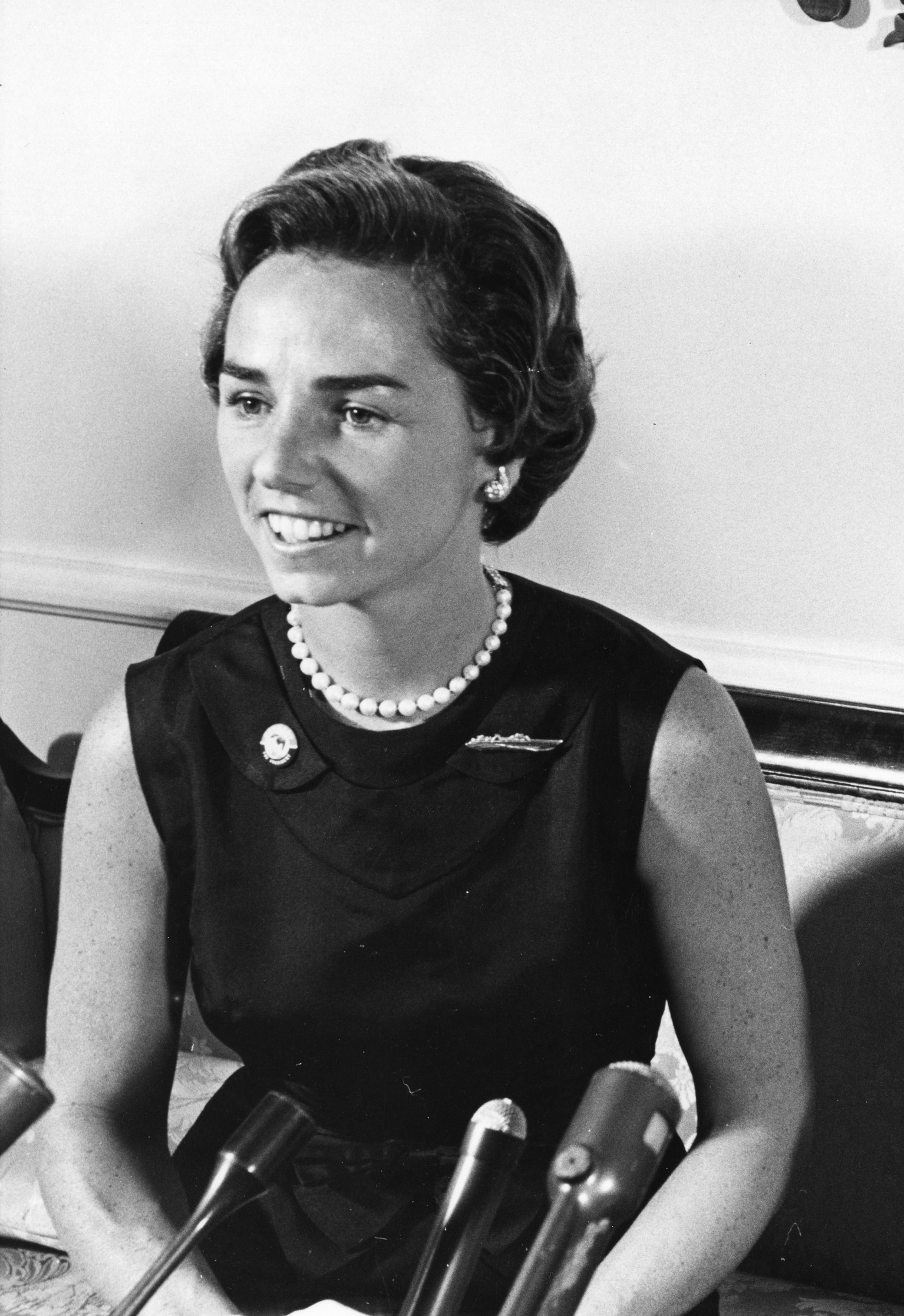
Ethel Kennedy (1968)

Ethel Kennedy (* 11. April 1928 in Chicago, Illinois, als Ethel Skakel; † 10. Oktober 2024 in Boston, Massachusetts) war eine US-amerikanische Menschenrechtsaktivistin und Frau des Justizministers und Senators Robert F. Kennedy. Nachdem ihr Mann 1968 bei einem Attentat ermordet worden war, gründete sie das Robert F. Kennedy Center for Justice and Human Rights. 2014 wurde sie von Präsident Barack Obama mit der Presidential Medal of Freedom ausgezeichnet.

## Leben und Wirken

### Herkunft
Ethel Kennedy wurde 1928 in Chicago geboren, sie war das zweitjüngste von sieben Kindern des Geschäftsmannes George Jordan Skakel und seiner Frau Ann Brannack. Die Kinder wuchsen katholisch in Greenwich, Connecticut, auf, wo Ethel die Greenwich Academy besuchte.

### Ehe mit Robert F. Kennedy
Auf der High School in Manhattan lernte sie Virginia Bennett und Jean Kennedy Smith kennen. Die Zimmergenossinnen luden sie zu einem Skiurlaub in Kanada ein, wo Ethel Jeans Bruder Robert F. Kennedy kennenlernte. Zunächst verliebte er sich in Ethels Schwester Patricia. Nachdem diese Liebschaft gescheitert war, begann Ethel eine Beziehung mit Kennedy. Am 17. Juni 1950 heirateten sie. 1955 starben Ethels Eltern bei einem Flugunfall aus Treibstoffmangel.
Kennedys Bruder John F. Kennedy wurde 1960 zum 35. Präsidenten der Vereinigten Staaten gewählt; 1962 sandte er seinen Bruder und Ethel auf eine Tour in 14 verschiedene Länder. Nach dem Attentat auf den Präsidenten 1963 nahm Ethel den Anruf von J. Edgar Hoover entgegen, der das Paar von der Ermordung in Kenntnis setzte.
1966 verunglückte Ethels Bruder George mit einem Flugzeug, und seine Witwe starb kurz danach. Das Paar hinterließ Kinder, um die sich Ethel kümmerte. Sie selbst hatte mit Robert F. Kennedy elf Kinder:

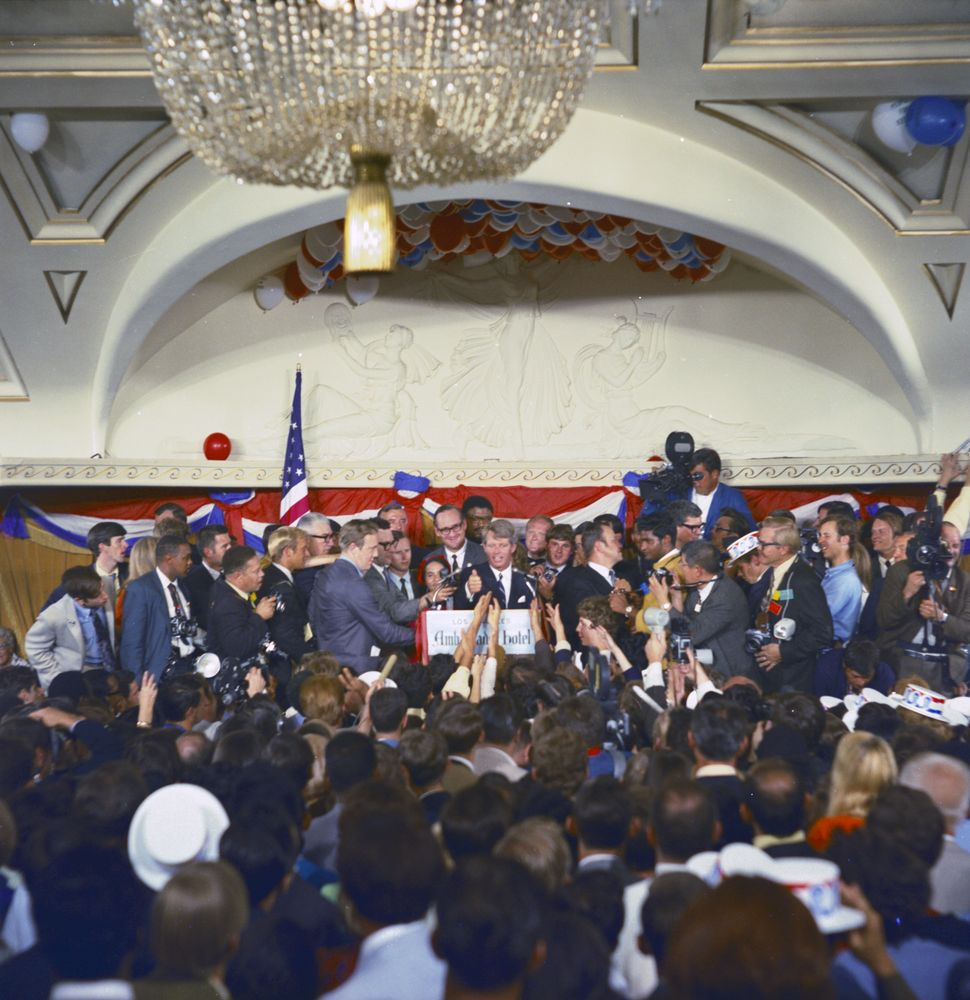
Kennedy hält seine Dankesrede; hinter ihm steht Ethel, wenige Minuten vor dem Attentat.

- Kathleen Kennedy Townsend (* 1951)
- Joseph Patrick Kennedy II (* 1952)
- Robert Francis Kennedy junior (* 1954)
- David Anthony Kennedy (1955–1984), starb an einer Drogen-Überdosis
- Mary Courtney Kennedy (* 1956)
- Michael LeMoyne Kennedy (1958–1997), starb bei einem Skiunfall
- Mary Kerry Kennedy (* 1959)
- Christopher George Kennedy (* 1963)
- Matthew Maxwell Taylor Kennedy (* 1965)
- Douglas Harriman Kennedy (* 1967)
- Rory Elizabeth Katharine Kennedy (* 1968)

### Attentat auf Robert F. Kennedy
Am 4. Juni 1968 setzte sich Robert F. Kennedy bei den kalifornischen Vorwahlen gegen seine Kontrahenten in der Demokratischen Partei durch; die Präsidentschaftskandidatur hatte Ethel ihm nahegelegt. In der Nacht zum 5. Juni hielt er eine Dankesrede im Saal des Ambassador-Hotels, den er anschließend über die Küchenabteilung verließ. Dort wartete der Palästinenser Sirhan Sirhan und schoss mehrfach auf ihn. Ethel kniete sich neben ihren Ehemann, bevor er ins Krankenhaus transportiert wurde. Dort erlag Kennedy einen Tag später seinen Schussverletzungen. Ethel, die im dritten Monat schwanger war, verkündete, dass sie nicht noch einmal heiraten werde. Im Dezember 1968 brachte sie das letzte Kind des Paares zur Welt.

### Späteres Leben

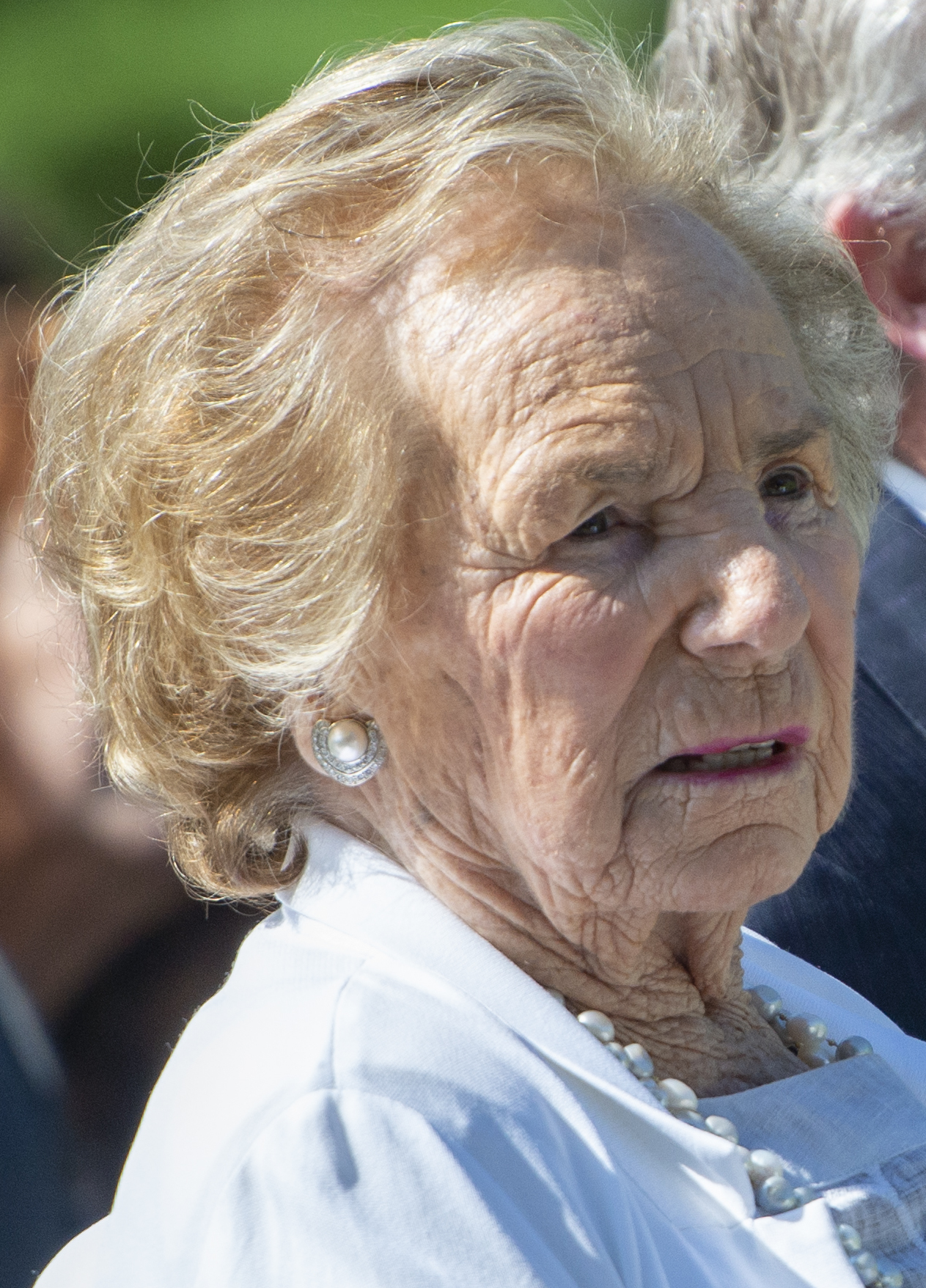
Ethel Kennedy (2018)

Als Reaktion auf das Attentat gründete Ethel die Menschenrechtsorganisation Robert F. Kennedy Center for Justice and Human Rights. Für die Organisation besuchte sie 2001 inhaftierte Aktivisten in Iguala, darunter Rodolfo Montiel, den sie im Namen des Sierra Clubs mit dem Chico Mendes Award auszeichnete. Über die Jahre nahm sie weiter an Demonstrationen teil, darunter im Juni 2018 an einem Hungerstreik gegen die Politik der Regierung Trump, Kinder illegal Eingewanderter von ihren Eltern zu trennen. Im selben Jahr wurde Ethels Tochter Kerry Kennedy Präsidentin der Robert F. Kennedy Human Rights, wie die Organisation später genannt wurde.
Ethel Kennedy lebte weiter im Familienhaus des Paares, bis sie es im Dezember 2009 für 8,25 Millionen Dollar verkaufte. 2012 trat sie im Dokumentarfilm über sie selbst, Ethel, auf. Der Film stammte von ihrer jüngsten Tochter, enthielt Archivmaterial der Familie und beschäftigte sich mit Ethels Leben mit den Kennedys sowie auch die späteren Jahre, in denen sie ihre elf Kinder alleine großzog. 2014 nahm sie an der Ice Bucket Challenge teil und nominierte Präsident Barack Obama. Er lehnte ab, zeichnete Ethel aber im selben Jahr mit der Presidential Medal of Freedom aus. 2014 wurde eine Brücke über dem Anacosta River in Ethel Kennedy Bridge umbenannt. Damit wurde ihr Einsatz für den Umweltschutz an dem Fluss und dessen Umgebung gewürdigt.
Nachdem sie im Winter in Florida und im Sommer in Cape Cod, Massachusetts, gewohnt hatte, zog sie 2019 ins Kennedy Compound in Hyannis Port. Anfang Oktober 2024 erlitt Ethel Kennedy einen Schlaganfall, an dem sie eine Woche später im Alter von 96 Jahren starb.